# Champtercier
Champtercier – miejscowość i gmina we Francji, w regionie Prowansja-Alpy-Lazurowe Wybrzeże, w departamencie Alpy Górnej Prowansji.

## Demografia
Według danych na rok 1990 gminę zamieszkiwało 527 osób, a gęstość zaludnienia wynosiła 29 osób/km². W styczniu 2015 r. Champtercier zamieszkiwało 811 osób, przy gęstości zaludnienia wynoszącej 44,6 osób/km².